# Niedźwiedzica (województwo dolnośląskie)
Niedźwiedzica (niem. Baarsdorf; dawniej: Bertholdisdorf, Bertolidi villa, Bertholdvilla, Parciansdorph, Bahrsdorff, Bersdorff, Baerschdorf, Niedźwiedzice) – wieś w Polsce położona w województwie dolnośląskim, w powiecie wałbrzyskim, w gminie Walim. Do dzisiaj, w niektórych źródłach podawana jest nazwa Niedźwiedzice.

## Podział administracyjny
W latach 1975–1998 miejscowość należała administracyjnie do województwa wałbrzyskiego.

## Demografia
W roku 1988 miejscowość liczyła 226 mieszkańców. Ćwierć wieku później (III 2011 r.) było ich 233.

## Historia
Wieś powstała przed rokiem 1300, nazwę wzięła od pierwszego właściciela, od początku była blisko powiązana z Zamkiem Grodno, do XIX wieku działała we wsi kopalnia grafitu Marie, do roku 1945 wieś odgrywała rolę turystyczną i rolniczą, po roku 1945 stała się wsią wyłącznie rolniczą.

## Zabytki
Do wojewódzkiego rejestru zabytków wpisany jest:
- kościół filialny pod wezwaniem św. Mikołaja, w parafii Podwyższenia Krzyża Świętego w Zagórzu Śląskim, wzniesiony około 1600 r., przebudowywany w 1704 r. W obiekcie znajdują się późnogotyckie freski, które przedstawiają sceny z życia świętych oraz Maryi[8]

inne zabytki:
- dawny dwór i gospoda z XIX wieku
- dawna szkoła, obecnie budynek mieszkalny, z początku XX wieku
- krzyż pokutny, z XIV-XVI wieku